# Allamont
Allamont ist eine französische Gemeinde mit 159 Einwohnern (Stand 1. Januar 2022) im Département Meurthe-et-Moselle in der Region Grand Est (vor 2016 Lothringen). Sie gehört zum Arrondissement Val-de-Briey und ist Mitglied im Gemeindeverband Communauté de communes Orne Lorraine Confluences.

## Geografie
Die Gemeinde liegt an der Grenze zum Département Meuse, etwa 30 Kilometer westlich von Metz. Nachbargemeinden sind Puxe im Norden, Friauville im Nordosten, Brainville im Osten, Labeuville (im Département Meuse) im Südosten, Moulotte (im Département Meuse) im Südwesten sowie Villers-sous-Pareid (im Département Meuse) im Westen und Nordwesten.

## Geschichte
Allamont und Dompierre gehörten historisch zum Herzogtum Bar, das 1766 an Frankreich fiel. Bis zur Französischen Revolution lagen die Gemeinden dann im Grand-gouvernement de Lorraine-et-Barrois. Im Jahr 1811 vereinigten sich das damalige Allamont (1806: 174 Einwohner) und Dompierre (1806: 124 Einwohner) zur heutigen Gemeinde Allamont. Die vereinigte Gemeinde lag bis 1871 im alten Département Moselle, seither bildet sie einen Teil des Départements Meurthe-et-Moselle.

## Bevölkerungsentwicklung
| Jahr                                        | 1793 | 1841 | 1962 | 1968 | 1975 | 1982 | 1990 | 1999 | 2007 | 2019 |
| Einwohner                                   | 281  | 349  | 166  | 136  | 124  | 112  | 136  | 110  | 126  | 167  |
| Quellen: Cassini und INSEE, heutiges Gebiet |      |      |      |      |      |      |      |      |      |      |

## Sehenswürdigkeiten
- Mehrere Bauernhäuser aus dem 18. und 19. Jahrhundert in der Grande Rue und Rue de la Meuse
- Dorfkirche Saint-Hilaire in Allamont
- Dorfkirche Saint-Pierre in Dompierre
- Sehenswerte Grabmäler auf dem Dorffriedhof (zum Beispiel von Marie-Cécile Fleurant)
- Mehrere Wegkreuze und Kreuze auf dem Dorffriedhof
- Denkmal für die Gefallenen[1]

Quellen: